# Foretrukne tal
Foretrukne tal (også kaldet foretrukne værdier) er standardanbefalinger til at vælge eksakte produktdimensioner med ens begrænsninger. I industridesign kan produktudviklere vælge mange forskellige længder, diametre, rumfang og andre karakteristiske kvantiteter. Selv om alle disse valg er begrænset af funktionalitet, brugervenlighed, kompatibilitet, sikkerhed eller omkostninger, er det sædvanligvis et stort spillerum for valg af eksakte dimensionsvalg.
Foretrukne tal tjener to hensigter:
1. Brug af foretrukne tal øger sandsynligheden for at andre designere vil gøre de samme valg. Dette er specielt nyttigt, hvor de valgte dimensioner påvirker kompatibilitet. Hvis for eksempel inderdiameteren til gryder eller afstanden mellem skruer i væggen er valgt fra en serie med foretrukne nummer, vil sandsynligheden for at gamle gryder og vægg-plugg-huller kan blive genbrugt, når det oprindelige produkt udskiftes.
2. Foretrukne tal vælges sådan at et produkt produceres i mange forskellige størrelser, så vil disse ende op som ens på en logaritmisk skala. Det vil derfor hjælpe til at minimere antallet af forskellige størrelser som må produceres og lagres.

## Renard-tal
Den franske hæringeniøren Charles Renard foreslog i 1870'erne en mængde med foretrukne tal anvendt sammen med det metriske system.
Hans system blev tilpasset i 1952 som den internationale standard ISO 3. Renard's system af foretrukne tal inddeler intervallet fra 1 til 10 ind i 5, 10, 20 eller 40 trin. Faktoren mellem to fortløbende tal i en Renard-talserie (Bedre?: Renard-række) er konstant (før afrunding), nemlig den 5., 10., 20. eller 40. rod af 10 (hhv. ca. 1,58, 1,26, 1,12 og 1.06), hvilket leder til en geometrisk række. På denne måde minimeres den maksimale relative fejl hvis et vilkårligt tal erstattes af det nærmeste Renard-tal multipliceret med den passende potens af 10.
Disse tal kan afrundes til enhver vilkårlig præcision, da de er irrationelle. R5 afrundet til forskellige præcisioner:
```
 Ettere:     1    2    3    4    6
 Tiere:      1,0  1,6  2,5  4,0  6,3
 Hundreder:  1,00 1,58 2,51 3,98 6,31
```

Eksempel: Hvis vores designrestriktioner fortæller os at de to skruer i vores gadget skal placeres mellem 32 mm og 55 mm fra hinanden, kan vi vælge at den skal være 40 mm, fordi 4 er i R5-talserien af foretrukne tal.
Eksempel: Hvis du ønsker at producere en mængde søm med længder mellem ca. 15 og 300 mm, så vil anvendelsen af R5-talserien lede til et produkt repertoire af disse sømlængder: 16 mm, 25 mm, 40 mm, 63 mm, 100 mm, 160 mm og 250 mm.
Hvis en finere opløsning er behøvet, kan yderligere fem tal tilføjes til serien, en efter hver af de originale R5-tal – og vi ender med R10-talserien:
```
 R10: 1,00  1,25  1,60  2,00  2,50  3,15  4,00  5,00  6,30  8,00
```

Når en endnu finere graduering er behøvet, kan R20-, R40- og R80-talserierne anvendes:
```
 R20: 1,00  1,25  1,60  2,00  2,50  3,15  4,00  5,00  6,30  8,00
        1,12  1,40  1,80  2,24  2,80  3,55  4,50  5,60  7,10  9,00
```

```
 R40: 1,00  1,25  1,60  2,00  2,50  3,15  4,00  5,00  6,30  8,00
       1,06  1,32  1,70  2,12  2,65  3,35  4,25  5,30  6,70  8,50 
        1,12  1,40  1,80  2,24  2,80  3,55  4,50  5,60  7,10  9,00
         1,18  1,50  1,90  2,36  3,00  3,75  4,75  6,00  7,50  9,50
```

```
 R80: 1,00  1,25  1,60  2,00  2,50  3,15  4,00  5,00  6,30  8,00
       1,03  1,28  1,65  2,06  2,58  3,25  4,12  5,15  6,50  8,25
        1,06  1,32  1,70  2,12  2,65  3,35  4,25  5,30  6,70  8,50
         1,09  1,36  1,75  2,18  2,72  3,45  4,37  5,45  6,90  8,75 
          1,12  1,40  1,80  2,24  2,80  3,55  4,50  5,60  7,10  9,00
           1,15  1,45  1,85  2,30  2,90  3,65  4,62  5,80  7,30  9,25
            1,18  1,50  1,90  2,36  3,00  3,75  4,75  6,00  7,50  9,50
             1,22  1,55  1,95  2,43  3,07  3,87  4,87  6,15  7,75  9,75
```

I nogle anvendelser er mere afrundede værdier ønskelige, enten fordi tallene fra den normale serie vill underforstå en urealistisk høj nøjagtighed – eller fordi en heltalsværdi er ønskelig (f.eks., antallet af tænder på et tandhjul). For at opfylde disse behov er en mere afrundet version af Renard-talserien defineret i ISO 3:
```
 R5″: 1           1,5         2,5         4           6

R10′: 1     1,25  1,6   2     2,5   3,2   4     5     6,3   8

R10″: 1     1,2   1,5   2     2,5   3     4     5     6     8

R20′: 1     1,25  1,6   2     2,5   3,2   4     5     6,3   8
        1,1   1,4   1,8   2,2   2,8   3,6   4,5   5,6   7,1    9 

R20″: 1     1,2   1,5   2     2,5   3     4     5     6     8   
        1,1   1,4   1,8   2,2   2,8   3,5   4,5   5,5   7      9 

R40′: 1     1,25  1,6   2     2,5   3,2   4     5     6,3   8
       1,05  1,3   1,7   2,1   2,6   3,4   4,2   5,3   6,7    8,5 
        1,1   1,4   1,8   2,2   2,8   3,6   4,5   5,6   7,1    9 
         1,2   1,5   1,9   2,4   3     3,8   4,8   6     7,5    9,5
```

Da Renard-tallene gentages efter hver 10-foldig ændring af skalaen, er de især egnet til at blive anvendt med SI-enheder. Det gør ingen forskel om Renard-tallene anvendes med meter eller kilometer.
Renard-tallene er afrundede resultater af formlen:
{\displaystyle R(i,b)=10^{\frac {i}{b}}},
hvor b er den valgte talserie antal (for eksempel b = 40 for R40-talserien), og i er talseriens ite element (hvor i = 0 løber til i = b).

## Detaljistforpakning
I nogle lande begrænser forbruger-lovgivningen antallet af forskellige forbrugerpakninger(f-pak) et givet produkt kan sælges i, for at det skal være lettere for forbrugeren at sammenligne priser.
Et eksempel på en sådan regulering er EU-direktivet, som behandler væsker (75/106/EEC). Direktivet begrænser antallet af forskellige vinflaskestørrelser til 0,1; 0,25 (2/8); 0,375 (3/8); 0,5 (4/8); 0,75 (6/8); 1; 1,5; 2; 3 og 5 liter. Tilsvarende lister findes for mange andre typer produkt.

## E-serien
Indenfor elektronik definerer den internationale standard IEC 60063 en anden foretrukken talserie for resistorer, kondensatorer, spoler og zenerdioder. (historisk er den fra engelsk RMA Preferred Number Values of Fixed Composition Resistors) Talserien fungerer omtrent ligesom Renard-talserierne, undtagen at den underinddeler intervallet fra 1 til 10 ind i 6, 12, 24, osv. trin. Disse underinddelinger sikrer at når en vilkårlig værdi erstattes med den nærmeste fortrukne talværdi, er den maksimale relative fejl i omegnen af hhv. 20%, 10%, 5%, osv.
Anvendelse af E-talserierne er normalt afgrænset til resistorer, kondensatorer, spoler og zenerdioder. Almindeligvis produceres og vælges dimensioner af andre typer af elektriske komponenter fra Renard-talserien i stedet (for eksempel sikringer) eller er definerede efter relevante produkt standarder (for eksempel ledninger).
IEC 60063 tallene er som følger. E6-talserien er hvert andet element af E12-talserien, som igen er hvert andet element af E24-talserien:
```
E6  ( 20%): 10      15      22      33      47      68
```

```
E12 ( 10%): 10  12  15  18  22  27  33  39  47  56  68  82
```

```
E24 (  5%): 10  12  15  18  22  27  33  39  47  56  68  82
              11  13  16  20  24  30  36  43  51  62  75  91
```

I E48-talserien anvendes 3 betydende cifre og værdierne justeres lidt. Igen er E48-talserien hvert andet element af E96-talserien, som igen er hvert andet element af E192-talserien:
```
E48  ( 2%): 100  121  147  178  215  261  316  383  464  562  681  825
             105  127  154  187  226  274  332  402  487  590  715  866
              110  133  162  196  237  287  348  422  511  619  750  909
               115  140  169  205  249  301  365  442  536  649  787  953
```

```
E96 (  1%): 100  121  147  178  215  261  316  383  464  562  681  825
             102  124  150  182  221  267  324  392  475  576  698  845
              105  127  154  187  226  274  332  402  487  590  715  866
               107  130  158  191  232  280  340  412  499  604  732  887
                110  133  162  196  237  287  348  422  511  619  750  909
                 113  137  165  200  243  294  357  432  523  634  768  931
                  115  140  169  205  249  301  365  442  536  649  787  953
                   118  143  174  210  255  309  374  453  549  665  806  976
```

```
E192 (0.5%) 100  121  147  178  215  261  316  383  464  562  681  825
             101  123  149  180  218  264  320  388  470  569  690  835
              102  124  150  182  221  267  324  392  475  576  698  845
               104  126  152  184  223  271  328  397  481  583  706  856
                105  127  154  187  226  274  332  402  487  590  715  866
                 106  129  156  189  229  277  336  407  493  597  723  876
                  107  130  158  191  232  280  340  412  499  604  732  887
                   109  132  160  193  234  284  344  417  505  612  741  898
                    110  133  162  196  237  287  348  422  511  619  750  909
                     111  135  164  198  240  291  352  427  517  626  759  920
                      113  137  165  200  243  294  357  432  523  634  768  931
                       114  138  167  203  246  298  361  437  530  642  777  942
                        115  140  169  205  249  301  365  442  536  649  787  953
                         117  142  172  208  252  305  370  448  542  657  796  965
                          118  143  174  210  255  309  374  453  549  665  806  976
                           120  145  176  213  258  312  379  459  556  673  816  988
```

E192-talserien anvendes også til resistorer med tolerancer på 0,25% og 0,1%.
1% resistorer er tilgængelige i både E24-værdier og E96-værdier.